# ゴリラビートはラッキィ7
『ゴリラビートはラッキィ7』（ゴリラビートはラッキィセブン）はT-Pistonz+KMCの2枚目のオリジナルアルバム。2011年11月30日にFRAMEから発売された。品番はPKCF-1063。

## 内容
4人編成としての初のアルバムは福岡県の方言「リーヨ」が付いたタイトルが一曲も収録されていない。

## 収録曲
1. Lucky7
  - 作詞・作曲：KMC、編曲：KMC&菊谷知樹
2. 流出!ゴリラビート
  - 作詞・作曲：山崎徹、編曲：菊谷知樹、ブラスアレンジ：竹上良成
3. 僕らのゴォール!
  - 作詞・作曲：山崎徹&KMC、編曲：菊谷知樹、ブラスアレンジ：竹上良成
  - テレビ東京系アニメ「イナズマイレブン」OPテーマ（第108話 - 第127話）
4. ポジティブのカケラ
  - 作詞・作曲：山崎弘、編曲：菊谷知樹
5. 君がマドンナ
  - 作詞・作曲：KMC、編曲：KMC&菊谷知樹
6. がってんだっしょ!
  - 作詞・作曲：山崎徹&KMC、編曲：菊谷知樹、ブラスアレンジ：竹上良成
7. 99%
  - 作詞・作曲：KMC、編曲：KMC&菊谷知樹
8. 成せば成るのさ 七色卵
  - 作詞・作曲：TPK、編曲：菊谷知樹、ブラスアレンジ：竹上良成
  - テレビ東京系アニメ「イナズマイレブンGO」OPテーマ（第19話 - 第33話）
9. いつもスペシャル!
  - 作詞：TPK、作曲：山崎徹&KMC、編曲：菊谷知樹
10. 天までとどけっ!
  - 作詞：山崎徹・弘&KMC、作曲：山崎弘&KMC、編曲：菊谷知樹、ブラスアレンジ：竹上良成
  - テレビ東京系アニメ「イナズマイレブンGO」OPテーマ（第1話 - 第18話）
11. Lucky7（Reprise）
  - 作詞・作曲：KMC、編曲：KMC&菊谷知樹

## 参加ミュージシャン
TPK
トン・ニーノ : Lead Vocal
ヒロシ・ドット : Side Vocal
KMC : Rap, Programming(#1, 5, 7)

佐野康夫 : Drums(#2, 3, 6, 8, 9, 10)
高木貴司 : Drums(#4)
スティング宮本 : Bass(#2, 3, 6, 8, 9, 10)
五十嵐宏治 : Piano(#2, 3, 5, 6, 8, 9, 10)
橋本慎 : Organ(#3)
坂井”Lambsy”秀彰 : Percussion(#8)
大先生室屋ストリングス : Strings(#10)
鈴木正則 : Trumpet(#1, 2, 3, 6, 10, 11)
LUIS VALLE : Trumpet(#8, 10)
佐藤洋樹 : Trombone(#1, 2, 3, 6, 8, 11)
鹿討奏 : Trombone(#10)
竹上良成 : Saxphone(#1, 2, 3, 6, 7,10, 11), Alto Saxphone(#8)
かわ島崇文 : Tenor Saxphone(#8)
菊谷知樹 : Guitar, Programming(#2, 3, 6, 8, 9, 10, 11), Add Programming(#1, 5, 7), Bass(#4), Piano(#4), Organ(#4)